# Heinz Auert
Heinz Auert (Halle-Saale, 11 de junho de 1921 — Rippershausen, 18 de fevereiro de 2002) foi um oficial alemão que serviu na  durante a Segunda Guerra Mundial. Foi condecorado com a Cruz de Cavaleiro da Cruz de Ferro.

## Condecorações
- Cruz de Ferro (1939)
  - 2ª classe (6 de dezembro de 1941)
  - 1ª classe (18 de março de 1942)
- Distintivo da Infantaria de Assalto em Bronze (8 de abril de 1942)
- Medalha Oriental (1 de agosto de 1942)
- Distintivo de Ferido
  - em Preto (13 de janeiro de 1943)
  - em Prata
  - em Ouro
- Distintivo de Combate Corpo a Corpo
  - em Bronze (25 de outubro de 1943)
  - em Prata (1944)
- Distintivo Panzer em Prata (1944)
- Cruz Germânica em Ouro (26 de maio de 1943) como Feldwebel no 4./Kradschützen-Bataillon 54
- Cruz de Cavaleiro da Cruz de Ferro (28 de fevreiro de 1945) como Leutnant da reserva e líder do 2./Panzer-Aufklärungs-Abteilung 116